# Kostel svaté Anny (Žižkov)
Kostel svaté Anny v Praze 3-Žižkově je římskokatolický filiální kostel z roku 1911. Byl postaven ve stylu tzv. beuronské secese podle projektu architekta Eduarda Sochora. Kostel sv. Anny je filiálním kostelem žižkovské farnosti u kostela sv. Prokopa.
Kostel je spolu s přilehlým klášterem karmelitánů od roku 2002 chráněn jako kulturní památka.

## Historie
Kostel byl vysvěcen 8. října 1911. Byl postaven spolkem sv. Bonifáce a celkový náklad činil podle farních pamětí 200 000 korun. V roce 1916 byl při kostele založen klášter karmelitánů, který vedl převor P. Petr Seul; vlastní budova klášterního domu (čp. 1268) vznikla téhož roku podle plánů stavitele Antonína Procházky.
Po zrušení karmelitánských klášterů za církevních reforem Josefa II. a odchodu řádu z Prahy tak v její blízkosti vznikl opět jejich řádový dům. Klášter zanikl po krátké době své existence roku 1922. Řádový dům byl proměněn na budovu fary, zřízené zde v roce 1923, a bývalé klášterní prostory byly pak adaptovány na byty.
Ještě před likvidací řádů v Československu roku 1949 byl kostel s farou nabídnut řádu dominikánů od sv. Jiljí na Starém Městě v Praze, k převzetí však nedošlo, patrně pro nezájem řádu. V témže roce se jednalo i o nové úpravě presbytáře a hlavního oltáře, zmiňován je též špatný stav maleb v chóru. Ani tento záměr nebyl uskutečněn.

## Poloha a popis

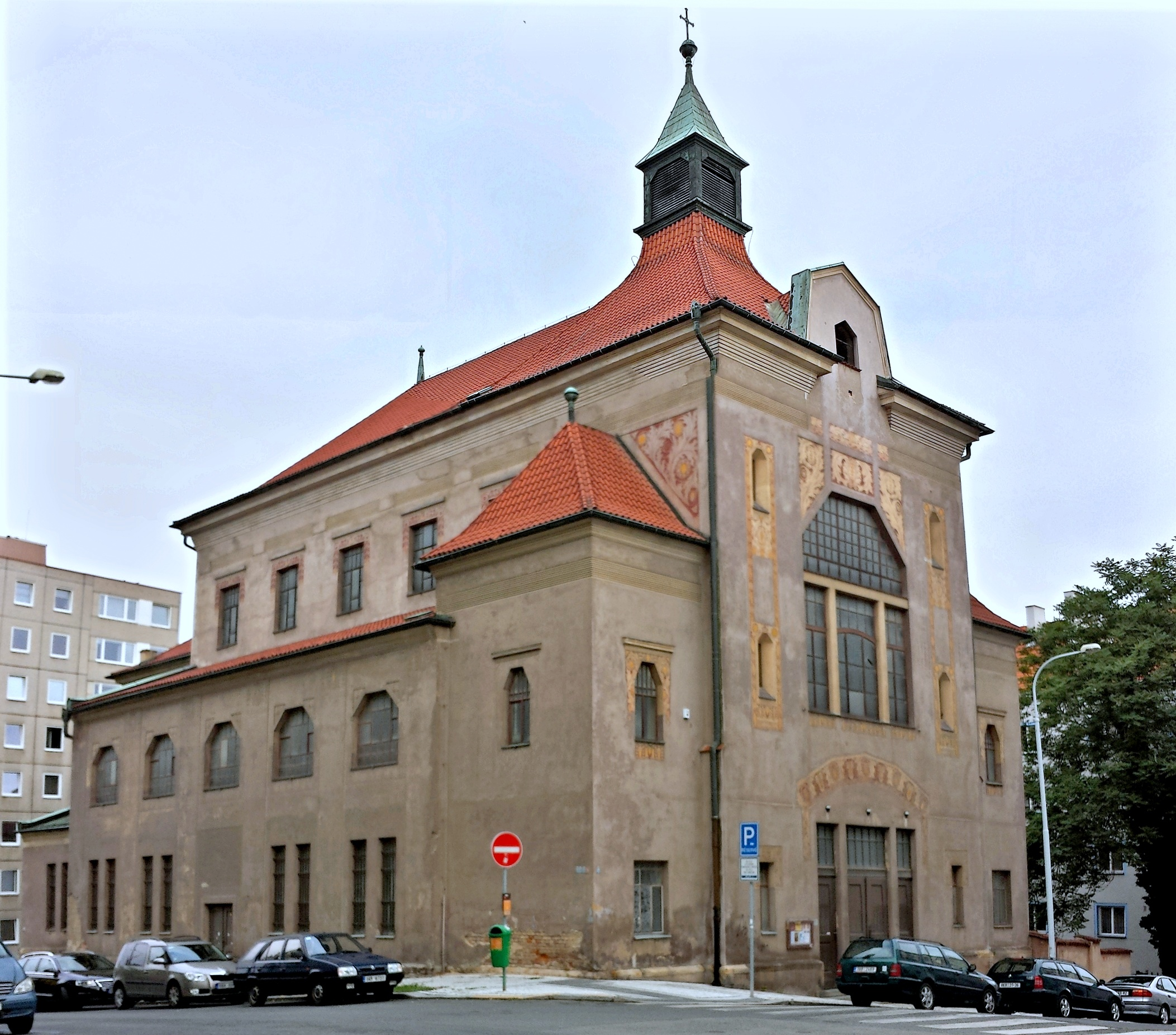
Pohled od ulic Jeseniovy a Tovačovského

Komplex kostela a kláštera se rozkládá na nároží bloku mezi Ostromečskou (býv. Šlikovou), Jeseniovou a Tovačovského ulicí. Mezi budovou kláštera (čp. 1268) a kostelem bylo postaveno v úrovni přízemí i empory kostela křídlo se spojovací chodbou a vznikl tak propojený stavební celek, sloužící po zániku kláštera farnímu úřadu. Kostel sv. Anny představuje svou architekturou i výzdobou pozoruhodnou stavbu období pozdní secese s řadou již nových, geometrických rysů. Z výzdobných architektonických prvků se uplatňuje spíše ornamentální členění ploch s ostře geometricky cítěnými rostlinnými motivy a střídáním hladkých a hrubých omítkových ploch. Výrazně se uplatňuje svým členěním se stanovou střechou a zvonicí při průčelí a tvoří zřetelnou pohledovou dominantu na nároží bloku.

### Exteriér

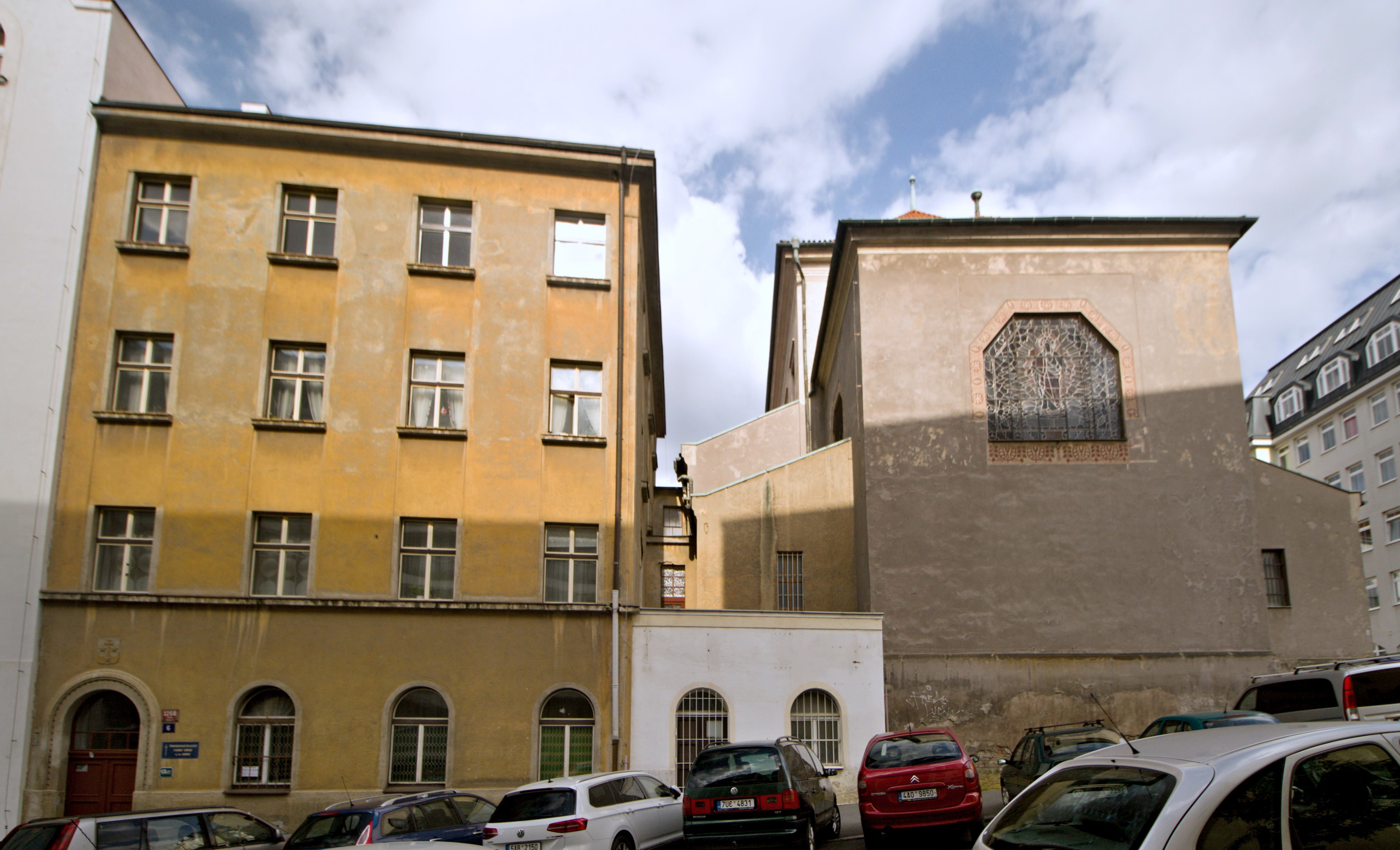
Kostel svaté Anny s přilehlým klášterem

Kostel je trojlodní stavba se širokou převýšenou střední lodí a výrazně užšími bočními loděmi, nad nimiž jsou umístěny empory. K severní straně pravoúhlého presbytáře přiléhá sakristie.
Kostel není klasicky orientován a obrací se svým hlavním průčelím na východ do Tovačovského ulice, zatímco kněžiště je na západní straně. Průčelí je lemováno dvěma nižšími bočními věžovými útvary, na které po stranách navazují fasády bočních lodí, a je otevřeno v prvním patře mohutným, pětiboce ukončeným oknem, na stranách ve dvou patrech nad sebou člení těla věžových útvarů další úzká okénka. Motiv pětibokého zakončeni se uplatňuje i ve tvaru okna, jímž je členěn podobně utvářený štít. Nad samostatně vyvinutou stanovou částí střechy při průčelí vybíhá drobná zvonička.
Plochu fasády člení přes obě patra probíhající řád plochých lizén a vertikálních polí s vegetabilní výzdobou, která se uplatňuje na většině fasády v lemováni okenních otvorů. Tento systém dodává stavbě příznačný, ploše dekorativní ráz, kladoucí důraz na celkovou skladbu hmoty a zalomené tvary oken a štítu, zatímco vlastní architektonické prvky jsou ve svém účinku poněkud potlačeny.

### Interiér
V interiéru se uplatňuje dominantní prostor hlavní lodi, široce otevřený do bočních lodí a empor nad nimi. Loď je kryta rovným železobetonovým stropem tvořeným silnějšími příčnými trámy, k nimž při stěnách přistupuje užší průběžný podélný trám, který má spíše dekorativní význam. Plochostropé jsou i boční lodí a empory, otevřené do lodi stlačenými eliptickými oblouky. V jejich zábradlí i v zábradlí varhanní kruchty se uplatňuje jemné členění prvků z umělého kamene se střídáním oblých a polygonálních tvarů.
Prostor lodi pod kruchtou na západní straně je oddělen mříží, zakončenou znakem řádu karmelitánů. Vnitřní členění prostoru lodi doplňují nástěnné malby, převážně dekorativního charakteru. Na trámech stropu to jsou ornamentální pásové malby s polygonálními terči se zlacením, v bočních čtvercových polích stropu řecké kříže. Střední obdélná pole stropu lemují tmavší pruhy, stejně jako boční pole s kříži. Ornamentální malby zdobí i střední pás stěny nad oblouky empor, kde oddělují pole s mariánskými emblémy a citacemi mariánské litanie, probíhající na obou stranách lodi. Plocha stěn a pilířů je pak oddělena tmavou zvlněnou linkou.
Cyklus maleb mariánské litanie patří patrně k původní výzdobě kostela, zatímco postavy andělů a malba P. Marie s českými světci a sv. Janem Nepomuckým nad triumfálním obloukem jsou mladší a pocházejí z roku 1929. Byly provedeny podle návrhu architekta Jaroslava Majera.
Motiv pětibokého zakončení se výrazně uplatňuje i u širokého triumfálního oblouku s nástěnnou ornamentální výzdobou, doplňující výzdobu průčelní stěny za oltářem a stropu vlastního kněžiště. Na abstraktním geometrickém pozadí se tu uplatňují dvě symetrické skupiny postav lemovaných skupinou palem. Zleva je král David s harfou, následuje prorok Izaiáš, prorok Jeremiáš s holí a sv. Jan Křtitel s křížem.
Tuto scénu doplňují po stranách středového okna dva letící andělé, držící pod stropem nápisovou pásku (SVATÁ ANNO, MATKO RODIČKY BOŽÍ, ORODUJ ZA NÁS). Tato výzdoba je završena na stropě presbytáře v rozích umístěnými symboly čtyř evangelistů a ve středu kruhovým polem s řeckým křížem. Průčelní stěnu presbytáře člení pětiboce uzavřené okno s figurální vitrají (Nejsvětější Srdce Ježíšovo), postranní okna mají ornamentální výplně a borduru.
Vlastní vybavení kostela je slohově různorodé. Z doby vzniku pochází oltář sv. Josefa, další prvky sem byly přeneseny v době vzniku z jiných, starších či zaniklých církevních objektů. Z nejkvalitnějších je to v levé boční lodi raně barokní oltář sv. Anny z doby kolem 1700, kazatelna z poloviny 18. století a další prvky mobiliáře včetně barokních lavic. V kostele na emporách se rovněž nachází několik obrazů z počátku 18. století, mj. z širšího okruhu Škrétova vlivu.

## Budova kláštera
Někdejší klášterní budova (čp. 1268) přiléhá ze severní strany ke kostelu, s nímž je spojena spojovacím křídlem. Dnešní fasáda je poněkud oproštěna ve srovnání s projektem z roku 1916, což je způsobeno patrně mladšími zásahy; její původní členění je patrno spíše na boční fasádě obrácené ke kostelu. Nad vstupem do budovy, který je lemován plochými lištami a pásem zubořezu, je umístěn karmelitánský znak se zlatým křížem a třemi hvězdami, dokládající její původní určení.
K objektu klášterní budovy se zachovaly dvě varianty řešení, zejména v členění fasád, obě datované do roku 1916. Původní návrh stavitele Procházky byl pojat ještě ve zcela secesním duchu, další varianta je již svým pojetím, bližším postsecesnímu geometrickému a oproštěnému stylu, velmi blízká uskutečněné budově, zejména na její zachovalejší boční fasádě.
V interiéru se zachovalo několik detailů jinak patrně prostého původního vybavení. Je to zejména hodnotné původní zábradlí schodiště, tvořené kolmými hranolovými a šikmými zdvojenými plochými pruty s drobnými zlacenými rozetami. I většina ostatních prvků je původní. Z celého komplexu kostela a klášterní budovy je nepochybně dominantní budova kostela, proti níž se jeví klášterní dům spíše jako rutinní dílo stavitele a svou skladbou představuje spíše pro účely řádu přizpůsobenou disposici běžného činžovního domu své doby, který byl po roce 1923 bez větších zásahů změněn na převážně bytový. Nemáme zpráv ani hmotných dokladů o jiné vnitřní výzdobě, která by se vázala k jejímu původně klášternímu určení, a zdá se, že její prostota byla od počátku záměrná, odlišující klášterní budovu od prostoru kostela, do něhož se výzdobné úsilí soustředilo.